# Гальперин, Юрий Мануилович
Юрий Мануилович Гальперин (1918—2000) — русский писатель-документалист и журналист. Заслуженный работник культуры РСФСР (1967). Кавалер Ордена Дружбы (1997).

## Биография
Родился в семье адвоката.
Окончил Энгельсскую школу военных лётчиков (1938). Во время Великой Отечественной войны занимался перегонкой новых самолётов с заводов-изготовителей на фронт (командир эскадрильи 33-го Краснозамённого штурмового перегоночного полка 3-й истребительной авиационной дивизии); передал все семейные сбережения на постройку нового самолёта-истребителя и в 1944 году вместе с женой, военным медиком Ниной Смирновой, получил разрешение отправиться в действующую армию на этом самолёте, участвовал в боях за Берлин. Награждён орденом «За военные заслуги» Народной Республики Болгарии, медалями.
По окончании войны работал радиожурналистом, комментатором на московском радио, специализировался на репортажах о праздничных парадах, спортивных состязаниях. В 1954 году провёл серию репортажей с дрейфующей полярной станции «Северный полюс». Позднее, в 1964—1975 гг., вёл популярную радиопередачу «Литературные вечера»; по мнению коллеги,

Успех передачи определялся в первую очередь личностью и профессионализмом её ведущего — Юрия Гальперина. <…> Именно он создал тот неповторимый образ передачи, который определил её многолетний успех у слушателей. Это была одна из тех, программ, которые уходили от официоза, от вещательности, официальности на всесоюзном эфире, приближали радио к нормальному, доверительному разговору у микрофона государственного радио, настоящему «беседованию». В данном случае это были беседы ведущего со своими гостями, и не просто журналиста, берущего очередное интервью, а беседа знающего и заинтересованного литератора с писателем, литературоведом.

В «Литературных вечерах» выступали, в частности, Александр Твардовский, Константин Симонов, Николай Тихонов, Ираклий Андроников, Белла Ахмадулина, Евгений Евтушенко, плодотворное сотрудничество связывало с Гальпериным Корнея Чуковского: по свидетельству современного исследователя,

Они регулярно общались с 1964 года, то есть почти в течение пяти лет, задумывали совместные радиопроекты (и часть их осуществили), а в одной из записей я явственно услышал, как К. Ч. сказал своему визави, уговаривая его не стесняться в редактуре записанного: «Мы вас любим и вам доверяем».

В 1956 году опубликовал первую книгу «Полярные зори: Записки журналиста», за которой последовал целый ряд других документальных книг. Наибольшей популярностью пользовалась его книга «Воздушный казак Вердена»(1981) о русских авиаторах первого поколения: Михаиле Ефимове, Сергее Уточкине, Харитоне Славороссове, Константине Акашеве, Викторе Фёдорове, Яне Нагурском и многих других, об участии русских лётчиков в Первой мировой войне, о русских добровольцах, сражавшихся в небе Франции. Книга была удостоена премии имени Константина Симонова. Член Союза писателей СССР (1969).
Лауреат премии Союза журналистов СССР (1969).
Похоронен в Москве на Донском кладбище (10 участок).

## Сочинения
- Полярные зори: Записки журналиста. — М., 1956.
- Он был первым: Быль о полярном лётчике Яне Нагурском. — М., 1958.
- Живое слово. — М., 1959.
- Внимание, микрофон включен! — М., 1960 (Библиотечка журналиста)
- Приключения Белки и Стрелки. — М., 1961.
- Мы ведем репортаж… — М., 1962.
- Слово в эфире. — М., 1962.
- Человек проходит как хозяин: (Беседы о нравственности). — М., 1962.
- Чудеса творят люди. — М., 1962.
- Космонавт-2. — М., 1964.
- Ошибки не было: (В. К. Бабарыкин, первый начальник станции «Полюс Недоступности» в Антарктиде). — М., 1969 (Люди Советской России)
- Человек с микрофоном. — М., 1971.
- Литературные вечера. — М., 1974.
- В эфире — слово. — М., 1977.
- Ю.М. Гальперин. Воздушный казак Вердена. — М.: Молодая гвардия, 1981. — 336 с..
- Ю.М. Гальперин. Воздушный казак Вердена. — М.: Молодая гвардия, 1990. — 332 с. — ISBN 5-235-00997-5. Архивировано 5 мая 2015 года..
- Море в горах. — М., 1981 (Прочти, товарищ!)
- Дорисовывая портреты. Из «Литературных вечеров». — М.: Советский писатель, 1991.